# Konami Antiques: MSX Collection Vol. 3
Konami Antiques: MSX Collection Vol. 3 is een compilatiespel dat werd ontwikkeld en uitgegeven door Konami. Het spel kwam in Japan op 19 maart 1998 uit voor de PlayStation. Het compilatiespel is een verzameling van met name actiespellen die eerder voor de MSX uitkwamen.

## Lijst
Het spel is een verzameling van:
| Titel             | Jaar (voor MSX) | Genre                    |
| ----------------- | --------------- | ------------------------ |
| Comic Bakery      | 1984            | actiespel, strategiespel |
| King's Valley     | 1985            | actiespel, puzzelspel    |
| Konami's Tennis   | 1985            | sportspel                |
| Konami's Soccer   | 1985            | sportspel                |
| Konami Rally      | 1985            | racespel                 |
| Parodius          | 1988            | actiespel                |
| Penguin Adventure | 1986            | actiespel                |
| Pippols           | 1985            | actiespel                |
| Salamander        | 1987            | actiespel                |
| Time Pilot        | 1983            | actiespel                |